# Чурюк
Чурюк (тур. Churyuk;  — «гнилий») — невеличкий український острів, що знаходиться в західній частині затоки Сиваш Азовського моря, на території Новотроїцького району Херсонської області в національному Азово-Сиваському заповіднику.
Загальна площа острова становить 14.07 км², його довжина 7.2 км, а ширина 3.8 км. Найвища точка острова розташована на висоті 19.2 метри, а середня висота складає близько 5 метрів.
Неподалік від острова розташований опорний пункт державної геодезичної мережі, а також Азово-Чорноморська орнітологічна станція.
Острів Чурюк незначно витягнутий з півночі на південь. Береги острова пологі та звивисті, кілька ділянок зі стрімким берегом й пляжем. Острів відділений від материка протокою з мілинами довжиною в 1.2 км, однак, у острова існує також і дорожнє сполучення з материком, яке було утворено через штучний перешийок з іншим островом. А також, на самому острові в певній кількості присутні польові (ґрунтові) дороги.
Населення острова на 2020 рік повністю відсутнє — острів безлюдний, однак, на острові Чурюк водяться кілька видів Фламінго.
Рослинність острова пустельна степова і солончакова. Середня кількість опадів на острові — 617 міліметрів на рік, а середня температура дорівнює 11 ° С. На острові зустрічається ендемік і червонокнижний вид «Кермечник червонуватий».